# جو هوغن
جو هوغن (بالإنجليزية: Joe L. Hogan)‏ هو لاعب كرة قدم أسترالية أسترالي، ولد في 27 مارس 1909، وتوفي في 4 نوفمبر 1993.

## وصلات خارجية
- جو هوغن على موقع AustralianFootball.com (الإنجليزية)
- جو هوغن على موقع AFLtables.com (الإنجليزية)